# Liste der Mitglieder des Provinziallandtags der Rheinprovinz (29. Sitzungsperiode)
Diese Liste nennt die Mitglieder des 29. Provinziallandtages der Rheinprovinz 1883.

## Hintergrund
Der Provinziallandtag der Rheinprovinz bestand aus 75 Mitglieder, die sich in vier Kurien aufteilten. Die erste Kurie bestand aus vier Standesherren, die über Virilstimmen verfügten. Die Standesherren konnten sich vertreten lassen. Die zweite Kurie bestand aus den Vertretern der Ritterschaft, diese wurden in zwei Wahlkreisen (Regierungsbezirke Koblenz/Trier/Köln und Regierungsbezirke Aachen/Düsseldorf) gewählt. Die dritte Kurie bildeten die Vertreter der Städte. Diese wurden in indirekter Wahl bestimmt. Die vierte Kurie bildeten die Landgemeinden. Diese wählten die Vertreter in doppelt indirekter Wahl: Die Urwähler wählten Wahlmänner, diese dann Bezirkswähler. Wahlkreise waren die Landkreise. Für die Abgeordneten wurden jeweils auch Stellvertreter gewählt.
Der Provinziallandtag trat vom 24. November 1883 bis zum 13. Dezember 1883 in Düsseldorf zusammen.

## Liste der Abgeordneten
| Kurie                                | Wahlkreis | Abgeordneter                                | Anmerkung                                                     |
| ------------------------------------ | --- | ------------------------------------------- | ------------------------------------------------------------- |
| Stand der Fürsten, Grafen und Herren | | Fürst Wilhelm zu Wied                       | Landtagsmarschall                                             |
| Stand der Fürsten, Grafen und Herren | | Fürst Alfred zu Salm-Reifferscheidt-Dyck    | Dyk bei Neuss                                                 |
| Stand der Fürsten, Grafen und Herren | | Fürst Ernst zu Solms-Braunfels              | vertreten durch Daniel Heinrich von Diergardt zu Haus Roland  |
| Ritterschaft                         | Koblenz/Trier/Köln | Graf Carl zu Westerhold und Gysenberg       | Kammerherr, auf Schloss Arenfels                              |
| Ritterschaft                         | Koblenz/Trier/Köln | Freiherr Edmund von Spies-Büllesheim        | Kammerherr, Haus Hull                                         |
| Ritterschaft                         | Koblenz/Trier/Köln | Friedrich von Solemacher-Antweiler          | Grünhaus, Vizelandtagsmarschall                               |
| Ritterschaft                         | Koblenz/Trier/Köln | Eugen von Loë                               | Landrat, Siegburg                                             |
| Ritterschaft                         | Koblenz/Trier/Köln | Freiherr Max von Boeselager                 | Burg Peppenhoven                                              |
| Ritterschaft                         | Koblenz/Trier/Köln | Freiherr Egon von Fürstenberg               | Landrat, Schloss Heiligenhoven                                |
| Ritterschaft                         | Koblenz/Trier/Köln | Graf Gisbert Egon von Fürstenberg-Stammheim | Kammerherr, Schloss Stammheim (Köln)                          |
| Ritterschaft                         | Koblenz/Trier/Köln | Freiherr Franz Egon von Fürstenberg         | Gimborn                                                       |
| Ritterschaft                         | Koblenz/Trier/Köln | Joseph von Groote                           | Rittmeister a. D., Hermülheim                                 |
| Ritterschaft                         | Koblenz/Trier/Köln | Otto Graf Beissel von Gymnich               | Schloss Schmidtheim                                           |
| Ritterschaft                         | Koblenz/Trier/Köln | Freiherr Adolph von Steffens                | Kammerherr und Geheimer Legationsrat, Godorfer Burg           |
| Ritterschaft                         | Koblenz/Trier/Köln | Carl August von Groote                      | Bürgermeister, Godesberg                                      |
| Ritterschaft                         | Aachen/Düsseldorf | Graf Alfred von Hompesch                    | Kammerherr, Schloss Rurich                                    |
| Ritterschaft                         | Koblenz/Trier/Köln | Graf Wilhelm von Hoensbroech                | Schloss Haag                                                  |
| Ritterschaft                         | Aachen/Düsseldorf | Hermann Seul                                | Direktor der Rheinischen Provinzial Feuersocietät, Düsseldorf |
| Ritterschaft                         | Aachen/Düsseldorf | Freiherr Adolph von Eynatten                | königlicher Kammerherr, Düsseldorf                            |
| Ritterschaft                         | Aachen/Düsseldorf | Freiherr Rudolf Geyr von Schweppenburg      | Haus Caen                                                     |
| Ritterschaft                         | Aachen/Düsseldorf | Freiherr Georg von Eerde                    | Landrat, Geldern                                              |
| Ritterschaft                         | Aachen/Düsseldorf | Freiherr Friedrich Geyr von Schweppenburg   | Müddersheim                                                   |
| Ritterschaft                         | Aachen/Düsseldorf | Freiherr Friedrich von Bourscheidt          | Haus Rath                                                     |
| Ritterschaft                         | Aachen/Düsseldorf | Bruno von Heister                           | Düsseldorf                                                    |
| Ritterschaft                         | Aachen/Düsseldorf | Graf Wilderich von Spee                     | Landrat, Unter-Maubach                                        |
| Ritterschaft                         | Aachen/Düsseldorf | Freiherr Franz von Dalwigk-Lichtenfels      | Düsseldorf                                                    |
| Ritterschaft                         | Aachen/Düsseldorf | Freiherr Bernhard von Scheibler             | Landrat a. D., Aachen                                         |
| Ritterschaft                         | Aachen/Düsseldorf | Freiherr Max Clemens Bergh gen. von Trips   | Schloss Hemmersbach                                           |
| Städte                               | Köln | Wilhelm Kaesen                              | Kaufmann und Stadtverordneter, Köln                           |
| Städte                               | Köln | August Heuser                               | Kommerzienrat, Köln                                           |
| Städte                               | Aachen | Ludwig Pelzer                               | Advokat-Anwalt und Stadtverordneter, Aachen                   |
| Städte                               | Düsseldorf | Heinrich Courth                             | Advokat-Anwalt, Düsseldorf                                    |
| Städte                               | Koblenz | Karl Heinrich Lottner                       | Oberbürgermeister, Koblenz                                    |
| Städte                               | Trier | Robert Geller                               | Stadtverordneter, Trier, als Stellvertreter                   |
| Städte                               | Elberfeld | Theodor Dietze                              | Kaufmann und Beigeordneter, Elberfeld                         |
| Städte                               | Barmen | Friedrich Weddingen                         | Kaufmann, Barmen                                              |
| Städte                               | Krefeld | Theodor Pelizäus                            | Rentner, Krefeld                                              |
| Städte                               | Kreuznach, Kirn, Sobernheim, St. Goar, Boppard, Oberwinter, Bacharach, Stromberg                                                       | Victor Sahler                               | Bankier und Beigeordneter, Kreuznach                          |
| Städte                               | Stromberg, Trarbach, Zell, Cochem, Mayen, Andernach, Ahrweiler, Sinzig, Remagen, Simmern                                               | Anton Melzenbach                            | Kaufmann, Cochem                                              |
| Städte                               | Ehrenbreitstein, Vallendar, Bendorf, Neuwied, Linz, Wetzlar, Braunfels                                                                 | Hermann Radermacher                         | Beigeordneter, Neuwied                                        |
| Städte                               | Saarlouis, Saarbrücken, St. Johann, Ottweiler, St, Wendel, Baumholder                                                                  | Ludwig Heinrich Röchling                    | Kaufmann, St. Johann                                          |
| Städte                               | Merzig, Prüm, Bitburg, Wittlich, Bernkastel, Saarburg, Neuerburg                                                                       | Eduard Nels                                 | 1. Beigeordneter, Prüm                                        |
| Städte                               | Eupen, Malmédy, Schleiden, Monschau | Andreas von Grand-Ry                        | Gutsbesitzer, Eupen                                           |
| Städte                               | Düren, Gemünd, Stolberg, Burtscheid, Schleiden                                                                                         | Clemens August Hoffsümmer                   | Papierfabrikant, Düren                                        |
| Städte                               | Jülich, Eschweiler, Heinsberg, Erkelenz, Geilenkirchen mit Hünshoven, Linnich                                                          | Joseph Rosen                                | Gutsbesitzer, Roettgen                                        |
| Städte                               | Bonn, Münstereifel, Euskirchen, Zülpich, Rheinbach, Ehrenfeld                                                                          | Philipp Hoffmann                            | Beigeordneter, Ehrenfeld                                      |
| Städte                               | Deutz, Mülheim am Rhein, Gladbach, Gummersbach, Wipperfürth, Siegburg, Königswinter, Neustadt                                          | Theodor Lucas                               | Beigeordneter, Mülheim am Rhein                               |
| Städte                               | Ratingen, Kaiserswerth, Angermund mit Gerresheim, Mettmann, Langenberg mit Hardenberg, Wülfrath, Velbert, Kronenberg, Steele, Hilden   | Gottfried Friedrich Conze                   | Beigeordneter und Seidenfabrikant, Langenberg                 |
| Städte                               | Duisburg, Mülheim an der Ruhr, Essen, Kettwig, Werden, Ruhrort, Dinslaken, Emmerich, Rees, Isselburg                                   | Julius Brockhoff                            | Beigeordneter, Duisburg                                       |
| Städte                               | Kleve, Wesel, Goch, Gelder, Rheinberg, Moers, Orsoy, Xanten                                                                            | Rudolph von Monschaw                        | Hauptmann a. D., Goch                                         |
| Städte                               | Neuss, Grevenbroich, Wevelinghoven, Gladbach, Viersen, Dahlen, Odenkirche, Rheydt, Uerdingen, Kempen, Süchtelen, Dülken, Kaldenkirchen | Theodor Croon                               | Beigeordneter, M-Gladbach                                     |
| Städte                               | Lennep, Ronsdorf, Lüdringhausen, Radevormwald, Burg, Hückeswagen, Wermelskirchen                                                       | Hugo Troost                                 | Fabrikant, Hückeswagen                                        |
| Städte                               | Solingen, Remscheid, Dorp, Gräfrath, Wald, Höhscheid mit Merscheid, Burscheid mit Leichlingen, Opladen mit Neukirchen, Hitdorf         | Carl Friederichs                            | Kaufmann und Beigeordneter, Remscheid                         |
| Landgemeinden                        | Koblenz, St. Goar | Adolph Wunderlich                           | Ökonom, Neuwied                                               |
| Landgemeinden                        | Cochem, Mayen | Johann Joseph Ackermann                     | Gutsbesitzer, Bell                                            |
| Landgemeinden                        | Adenau, Ahrweiler, Zell | Joseph Merzbach                             | Papierfabrikant und Gutsbesitzer, Brohl                       |
| Landgemeinden                        | Altenkirchen, Wetzlar | Heinrich Beppler                            | Grundbesitzer, Niedercleen                                    |
| Landgemeinden                        | Kreuznach, Simmern | Heinrich Trapp                              | Ökonom, Waldböckelheim                                        |
| Landgemeinden                        | Neuwied | Adolph Reinhard                             | Ökonom, Heddesdorf                                            |
| Landgemeinden                        | Bonn, Euskirchen, Rheinbach | Franz Horster                               | Bürgermeister a. D. und Gutsbesitzer, Hersel                  |
| Landgemeinden                        | Regierungsbezirk Köln | Eugen Buchholz                              | Gutsbesitzer, Crommenohl                                      |
| Landgemeinden                        | Kreis Köln, Bergheim | Joseph Hubert Weidt                         | Bürgermeister a. D. und Gutsbesitzer, Großkönigsdorf          |
| Landgemeinden                        | Siegburg, Waldbröl | Carl Eich                                   | Bürgermeister und Gutsbesitzer, Bödingen                      |
| Landgemeinden                        | Regierungsbezirk Düsseldorf | Clemens Hoffstadt                           | Ökonom, Vogelheim                                             |
| Landgemeinden                        | Düsseldorf, Solingen, Mettmann, Lennep                                                                                                 | Julius Wolters                              | Rittergutsbesitzer, Düsseldorf                                |
| Landgemeinden                        | Regierungsbezirk Düsseldorf | Felix von Loë                               | Landrat a. D., Hassum                                         |
| Landgemeinden                        | Geldern, Kempen | Tillmann Bönninger                          | Gutsbesitzer, Hüls                                            |
| Landgemeinden                        | Moers, Krefeld | Julius von Bönninghausen                    | Gutsbesitzer, Hollandshof                                     |
| Landgemeinden                        | Gladbach, Neuss, Grevenbroich | Werner Breuer                               | Gutsbesitzer, Giesenkirchen                                   |
| Landgemeinden                        | Saarbrücken, Ottweiler, St. Wendel | Ludwig Zeitz                                | Fabrikant, Sulzbach                                           |
| Landgemeinden                        | Land- und Stadtkreis Trier | Wilhelm Rautenstrauch                       | Gutsbesitzer, Eitelsbach                                      |
| Landgemeinden                        | Saarburg, Merzig, Saarlouis | Vakant                                      |                                                               |
| Landgemeinden                        | Bernkastel, Wittlich | Friedrich Herrmann                          | Guts- und Gerbereibesitzer, Mülheim                           |
| Landgemeinden                        | Daun, Prüm, Bitburg | Friedrich Schmitz                           | Gutsbesitzer, Hillesheim                                      |
| Landgemeinden                        | Jüllich, Düren | Jacob Jansen                                | Gutsbesitzer, Binsfeld                                        |
| Landgemeinden                        | Aachen, Geilenkirchen | Joseph Bürsgens                             | Gutsbesitzer, Altstreifeld                                    |
| Landgemeinden                        | Heinsberg, Erkelenz | Johann Hubert Schlick                       | Gutsbesitzer, Holzweiler                                      |
| Landgemeinden                        | Eupen, Malmedy, Schleiden, St. Vith | Felix Letixerant                            | Gutsbesitzer, Blankenheim                                     |